# Liste des commanderies templières en Aquitaine
| Cette liste recense les commanderies et maisons de l'ordre du Temple qui ont existé en Aquitaine. |

## Faits marquants et historique
| Localisation en Aquitaine (Liens vers les articles correspondants) |
| --- |
| \| Poitou-Charentes Midi-Pyrénées Limousin Aragon Navarre Andrivaux Argentens Arveyres Bonnefare Bordeaux Brulhes Cours Lagrave La Sauvetat Nom-Dieu Romestaing Saint-Jean Ste-Quitterie Sallebruneau Sarlat Villemartin \| |
| Poitou-Charentes Midi-Pyrénées Limousin Aragon Navarre Andrivaux Argentens Arveyres Bonnefare Bordeaux Brulhes Cours Lagrave La Sauvetat Nom-Dieu Romestaing Saint-Jean Ste-Quitterie Sallebruneau Sarlat Villemartin       |

Armes de l'Aquitaine

Le comté de Poitou fut l'une des sept premières provinces mentionnées dans la règle des templiers, et les commanderies situées en Aquitaine faisaient partie de la province d'Aquitaine-Poitou, aux ordres d'un maître de province. Par contre le sud (Gascogne) et en particulier les possessions autour d'Argentens et de Bruhles faisaient partie de la province de Provence et partie des Espagnes puis de la province de Provence.
Au XIIe siècle le duché d'Aquitaine fut d'abord vassal du royaume de France puis du royaume d'Angleterre, à la suite du second mariage d'Aliénor d'Aquitaine le 18 mai 1152. Le duché demeura anglais tout au long du XIIIe siècle, et ne sera conquis par la couronne de France qu'en 1453 aux dépens d'Henri VI d'Angleterre.
Ci-dessous la correspondance entre les cinq départements de la région Aquitaine actuelle, et les comtés ou duchés à l'époque des templiers:
- la Dordogne correspond au comté du Périgord;
- la Gironde à une partie du duché d'Aquitaine, Bordeaux ayant été la capitale de ce duché;
- le Lot-et-Garonne correspond à L'Agenais;
- les Landes étaient morcelées entre différentes sauvetés, seigneuries et vicomtés, mais globalement vassaux du duché d'Aquitaine;
- les Pyrénées-Atlantiques également partie intégrante du duché d'Aquitaine, sauf la vicomté de Béarn, vassal de la couronne d'Aragon.

## Commanderies et Maisons du Temple

### Possessions en Dordogne
: édifice classé au titre des monuments historiques.
| Commanderie                                | Ville actuelle (ou à proximité) | Observations                                | Protection |
| ------------------------------------------ | ------------------------------- | ------------------------------------------- | --- |
| Commanderie des Andrivaux                  | Chancelade                      | ,                                           | |
| Maison du Temple de Saint-Paul-la-Roche    | Saint-Paul-la-Roche             | dépendance de la commanderie des Andrivaux  | |
| Maison de Temple le Sec                    | Temple-Laguyon                  | dépendance de la commanderie des Andrivaux, | |
| Commanderie de Bonnefare                   | Saint-Michel-de-Montaigne       | [ 6 ]                                       | |
| Maison du Temple de Sergeac                | Sergeac                         | [ 6 ]                                       | « Manoir de Sergeac », notice no PA00083002, sur la plateforme ouverte du patrimoine, base Mérimée, ministère français de la Culture « Église Saint-Pantaléon », notice no PA00083001, sur la plateforme ouverte du patrimoine, base Mérimée, ministère français de la Culture |
| Maison du Temple de Puylautier             | Saint-Pierre-d'Eyraud           | [ 7 ]                                       | |
| Commanderie de Sarlat-la-Canéda            | Sarlat-la-Canéda                | [ 7 ]                                       | |
| Église Saint-Jean-Baptiste de Saint-Nexans | Saint-Nexans                    |                                             | « Église de Saint-Nexans », notice no PA00082881, sur la plateforme ouverte du patrimoine, base Mérimée, ministère français de la Culture |
| Église Saint-Paul de Reilhac               | Champniers-et-Reilhac           | [ 8 ]                                       | « Église Saint-Paul de Reilhac », notice no PA00082469, sur la plateforme ouverte du patrimoine, base Mérimée, ministère français de la Culture |

| Localisation en Dordogne |
| --- |
| \| Andrivaux Saint-Paul-la-Roche Bonnefare Sergeac Temple le Sec Puylautier Sarlat Saint-Nexans Reilhac \| \| Commanderie autre possession \| |
| Andrivaux Saint-Paul-la-Roche Bonnefare Sergeac Temple le Sec Puylautier Sarlat Saint-Nexans Reilhac                                          |
| Commanderie autre possession |

### Possessions en Gironde
Les Templiers se sont établis en Gironde à partir de 1159 à Bordeaux, puis à Arveyres pour y fonder une importante commanderie. Ils s'installèrent dans la même période à Marcenais, Saint Laurent d'Arce, Targon, Queynac et Magrigne, puis plus tardivement à la Grave d'Ambarès et à Sautuges en Médoc.
 : édifice classé au titre des monuments historiques.
| Commanderie                           | Ville actuelle (ou à proximité) | Observations | Protection |
| ------------------------------------- | ------------------------------- | --- | --- |
| Commanderie d'Arveyres                | Arveyres                        | Fondée vers 1170,, multiples possessions foncières sur les paroisses voisines de Vayres, Saint-Germain-du-Puch, Nérigean, Génissac, Saint-Pierre-de-Vaux, Saint-Quentin-de-Baron, Izon et Sallebœuf | |
| Commanderie de Bordeaux               | Bordeaux                        | fondée en 1159 | |
| Commanderie de Cours                  | Cours-les-Bains                 | Puissant château flanqué de onze tours, dont il n'en subsiste qu'une, dépendant de la Commanderie d'Argentens,                                                                                      | |
| Commanderie de Lagrave                | Ambarès-et-Lagrave              | | « Église de templiers Notre-Dame-de-La-Grave », notice no IA33001183, sur la plateforme ouverte du patrimoine, base Mérimée, ministère français de la Culture |
| Commanderie de Marcenais              | Marcenais                       | L'église Notre Dame à Marcenais en est l'unique vestige, elle fut bâtie vers 1170 | « Eglise Notre-Dame », notice no PA00083614, sur la plateforme ouverte du patrimoine, base Mérimée, ministère français de la Culture |
| Commanderie de Sallebruneau           | Frontenac                       | fondée en 1214 | « Siège de la commanderie de Sallebruneau », notice no IA00025486, sur la plateforme ouverte du patrimoine, base Mérimée, ministère français de la Culture « Vestiges de la commanderie de Sallebruneau », notice no PA00083549, sur la plateforme ouverte du patrimoine, base Mérimée, ministère français de la Culture |
| Commanderie de Villemartin            | Mouliets-et-Villemartin         | | « Ruines de la chapelle de Villemartin », notice no PA00083644, sur la plateforme ouverte du patrimoine, base Mérimée, ministère français de la Culture |
| chapelle Sainte Quitterie de Magrigne | Saint-Laurent-d'Arce            | dépendance de la commanderie de Bordeaux | « Classement de l'Eglise de Magrigne », notice no PA00083755, sur la plateforme ouverte du patrimoine, base Mérimée, ministère français de la Culture |

| Localisation en Gironde |
| --- |
| \| Arveyres St-Quentin-de-B. Izon Sallebœuf Bordeaux Cours Lagrave Marcenais Sallebruneau Villemartin Magrigne \| \| Commanderie autre possession \| |
| Arveyres St-Quentin-de-B. Izon Sallebœuf Bordeaux Cours Lagrave Marcenais Sallebruneau Villemartin Magrigne                                          |
| Commanderie autre possession |

### Possessions dans les Landes
: édifice classé au titre des monuments historiques.
| Commanderie                                   | Ville actuelle (ou à proximité) | Observations                                                                | Protection |
| --------------------------------------------- | ------------------------------- | --------------------------------------------------------------------------- | --- |
| Maison du Temple de Bonnut                    | Capbreton                       | [ 15 ]                                                                      | « commune de Capbreton », notice no IA40000980, sur la plateforme ouverte du patrimoine, base Mérimée, ministère français de la Culture                                               |
| Maison du Temple de La Torte                  | Dax                             | à vérifier                                                                  | |
| Maison du Temple de Maa                       | Moliets-et-Maa                  | à vérifier                                                                  | « église St-Fabien, St-Sébastien et St-Laurent, dite chapelle de Maa », notice no IA40001319, sur la plateforme ouverte du patrimoine, base Mérimée, ministère français de la Culture |
| Maison du Temple de Saint-Antoine de Gélonies | Retjons                         | La Chapelle de Lugaut conserve encore des peintures murales du XIVe siècle, | « Chapelle de Lugaut », notice no PA00084001, sur la plateforme ouverte du patrimoine, base Mérimée, ministère français de la Culture                                                 |

| Localisation dans les Landes                                          |
| --------------------------------------------------------------------- |
| \| Bonnut La Torte Maa Gélonies \| \| Commanderie autre possession \| |
| Bonnut La Torte Maa Gélonies                                          |
| Commanderie autre possession                                          |

### Possessions en Lot-et-Garonne
: édifice classé au titre des monuments historiques.
| Commanderie                                         | Ville actuelle (ou à proximité) | Observations                                                                                        | Protection |
| --------------------------------------------------- | ------------------------------- | --------------------------------------------------------------------------------------------------- | --- |
| Commanderie d'Argentens                             | Nérac                           | commanderie fondée vers 1155                                                                        | « Église de templiers dite église Saint-Vincent du Temple », notice no IA47000940, sur la plateforme ouverte du patrimoine, base Mérimée, ministère français de la Culture « Commanderie d'hospitaliers Saint-Jean d'Argentens », notice no IA47000027, sur la plateforme ouverte du patrimoine, base Mérimée, ministère français de la Culture « église Paroissiale », notice no IA47000049, sur la plateforme ouverte du patrimoine, base Mérimée, ministère français de la Culture |
| Établissement templier de Puy Fort Éguille          | Nérac                           | dépendant de la Commanderie d'Argentens                                                             | « Ancien établissement templier de Puy Fort Éguille », notice no PA47000068, sur la plateforme ouverte du patrimoine, base Mérimée, ministère français de la Culture |
| Église Saint-Vincent-du-Temple de Port-Sainte-Marie | Port-Sainte-Marie               | dépendante de la Commanderie d'Argentens                                                            | « Ancienne église du Temple », notice no PA00084208, sur la plateforme ouverte du patrimoine, base Mérimée, ministère français de la Culture « Inventaire général : église de templiers dite église Saint-Vincent du Temple », notice no IA47000940, sur la plateforme ouverte du patrimoine, base Mérimée, ministère français de la Culture |
| Commanderie de Brulhes                              | Le Temple-sur-Lot               | ,                                                                                                   | « Ancienne Commanderie des Hospitaliers de Jérusalem », notice no PA00084256, sur la plateforme ouverte du patrimoine, base Mérimée, ministère français de la Culture |
| Église Sainte-Foy-de-Jérusalem de Pont-du-Casse     | Pont-du-Casse                   | dépendance de la Commanderie de Brulhes                                                             | « Ancienne église Sainte-Foy-de-Jérusalem », notice no PA00084206, sur la plateforme ouverte du patrimoine, base Mérimée, ministère français de la Culture. |
| Maison du Temple de Sauvagnas                       | Sauvagnas                       | dépendance de la Commanderie de Brulhes                                                             | |
| Commanderie de La Sauvetat-du-Dropt                 | La Sauvetat-du-Dropt            | | « Manoir du Bout du Pont qui dépendait de La Sauvetat-du-Dropt », notice no PA00084057, sur la plateforme ouverte du patrimoine, base Mérimée, ministère français de la Culture |
| Commanderie de Nom-Dieu                             | Nomdieu                         | [ 22 ]                                                                                              | « Commanderie, église paroissiale de Nomdieu », notice no IA47000785, sur la plateforme ouverte du patrimoine, base Mérimée, ministère français de la Culture |
| Commanderie de Romestaing                           | Romestaing                      | [ 13 ]                                                                                              | |
| Commanderie de Saint-Jean                           | Saint-Pardoux-du-Breuil         | | « Commanderie de Saint-de-Ferran », notice no IA00056018, sur la plateforme ouverte du patrimoine, base Mérimée, ministère français de la Culture |
| Commanderie Sainte-Quitterie d'Agen                 | Agen                            | Cette commanderie deviendra une dépendance de la Commanderie de Brulhes avant la fin du XIIe siècle | |
| Église Saint-Barthelemy                             | Saint-Léon                      | [ 24 ]                                                                                              | « Église paroissiale Saint-Barthélemy », notice no IA47001132, sur la plateforme ouverte du patrimoine, base Mérimée, ministère français de la Culture |
| Maison du Temple de Saint-Vincent-Lamontjoie        | Saint-Vincent-de-Lamontjoie     | | « Église Saint-Vincent-de-Lamontjoie », notice no IA47000815, sur la plateforme ouverte du patrimoine, base Mérimée, ministère français de la Culture |

| Localisation en Lot-et-Garonne |
| --- |
| \| Argentens Port-Sainte-Marie Brulhes Pont-du-Casse Sauvagnas La Sauvetat Nom-Dieu Romestaing Saint-Jean Ste-Quitterie Saint-Léon St-Vincent-Lamontjoie \| \| Commanderie autre possession \| |
| Argentens Port-Sainte-Marie Brulhes Pont-du-Casse Sauvagnas La Sauvetat Nom-Dieu Romestaing Saint-Jean Ste-Quitterie Saint-Léon St-Vincent-Lamontjoie                                          |
| Commanderie autre possession |

### Possessions dans les Pyrénées-Atlantiques
On remarque que les templiers ont laissé peu de traces dans les Pyrénées-Atlantiques, aucun document historique n'attestant l'implantation d'une commanderie, mais leur présence est tout de même supposée dans les communes d'Arget et de Lahontan. Une partie de ce département ayant appartenu à la couronne d'Aragon, on peut penser que les éventuelles commanderies auraient fait partie de la province d'Aragon, et les preuves de leur existence sont à chercher dans les chartes de ce royaume, ou dans les cartulaires des abbayes aragonaises. Il se peut également que ces biens aient été rattachés aux commanderies présentes en Midi-Pyrénées plus particulièrement dans le département des Hautes-Pyrénées.
 : édifice classé au titre des monuments historiques.
| Commanderie                  | Ville actuelle (ou à proximité) | Observations | Protection |
| ---------------------------- | ------------------------------- | ------------ | --- |
| Maison du Temple d'Arget     | Arget                           |              | « Église paroissiale Notre-Dame. », notice no IA64000001, sur la plateforme ouverte du patrimoine, base Mérimée, ministère français de la Culture                                                                                                  |
| Maison du Temple de Lahontan | Lahontan                        |              | « Chapelle Notre-Dame-d'Abet », notice no IA64000656, sur la plateforme ouverte du patrimoine, base Mérimée, ministère français de la Culture |
| Commanderie d'Irissary       | Irissarry                       |              | « Commanderie d'hospitaliers de Saint-Jean-de-Jérusalem dite Ospitalea, puis ferme, actuellement centre d'éducation au patrimoine », notice no IA64000758, sur la plateforme ouverte du patrimoine, base Mérimée, ministère français de la Culture |

| Localisation dans les Pyrénées-Atlantiques                      |
| --------------------------------------------------------------- |
| \| Navarre Arget Lahontan \| \| Commanderie autre possession \| |
| Navarre Arget Lahontan                                          |
| Commanderie autre possession                                    |

## Autres lieux

### Monuments historiques
Liste des sites classés ou inscrits à l'inventaire des Monuments historiques dont l'histoire se rapporte aux templiers : 
- Le Manoir du Bout du Pont, commune d'Agnac[25], qui dépendait de la commanderie de La Sauvetat-du-Dropt
- L'ancienne grange dîmière de la Cassagne[26], commune de La Cassagne, qui devait dépendre de la commanderie de Saint-Jean de Condat[26]
- L'église Notre-Dame, commune d'Aillas[27]
- L'église Sainte-Marie-Madeleine, commune de Sainte-Maure-de-Peyriac[28]
- L'église Saint-Barthelemy, commune de Saint-Léon[29]
- L'église Saint-Jean-Baptiste, commune de Saubusse[30]
- L'église Saint-Jean-Baptiste, commune de Sos[31]
- L'église Saint-Martial-Laborie, commune de Cherveix-Cubas, tradition non vérifiée liée à la Maison dite du Temple de l'Eau[32], qui dépendait de la commanderie des Andrivaux puis de celle de Saint-Jean de Condat[33]

### Possessions dont l'origine templière est douteuse
- Le château d'Ajat, commune d'Ajat[34]
- Le château de Ladhuie, commune de Montayral pourrait avoir été bâti par les templiers[35] mais la seconde étude dont il a fait l'objet n'en fait pas mention[36]
- Église Saint Sauveur du Temple, ou Temple de Sautuges, sur la commune Le Temple (Gironde)[37]
- Domaine du Temple de Saint-Emilion, à Saint-Émilion.
- L'église de Saint-Michel-de-Rivière, commune de La Roche-Chalais[38]
- L'église Saint-Jean-Baptiste, commune de Saubusse[30]